# سایوز تی‌ام-۳۱
سایوز-تی‌ام-۳۱ (به روسی: Союз )(به معنای اتحاد) نخستین مأموریت سرنشین دار سازمان ملی فضانوردی روسیه به سمت ایستگاه فضایی بین‌المللی محسوب می‌شود. در طول این مأموریت ۲ فضاپیمای پشتیبانی پروگرس و دو شاتل فضایی ناسا تحت عناوین اس‌تی‌اس-۹۷ و اس‌تی‌اس-۹۸ به ایستگاه متصل شدند.

## خدمه مأموریت
| شماره | نام           | ملیت                | تعداد پرواز | نقش عملیاتی | تصویر |
| ۱     | یوری گیدزنکو  | روسیه               | ۲           | فرمانده     |       |
| ۲     | سرگئی کریکالف | روسیه               | ۵           | مهندس پرواز |       |
| ۳     | ویلیام شفرد   | ایالات متحده آمریکا | ۴           | مهندس پرواز |       |

## نگارخانه

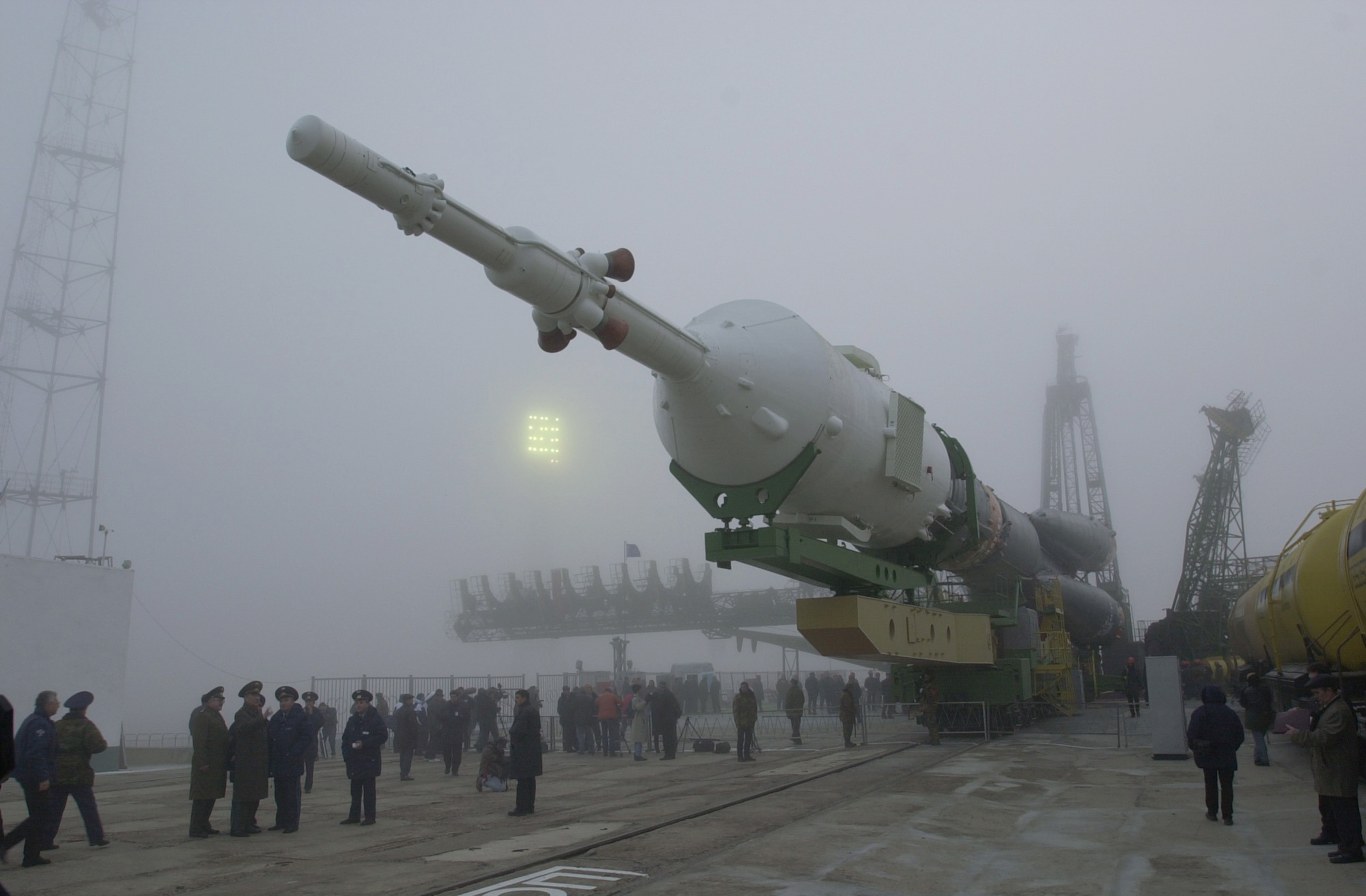
موشک سایوز در راه سکوی پرتاب
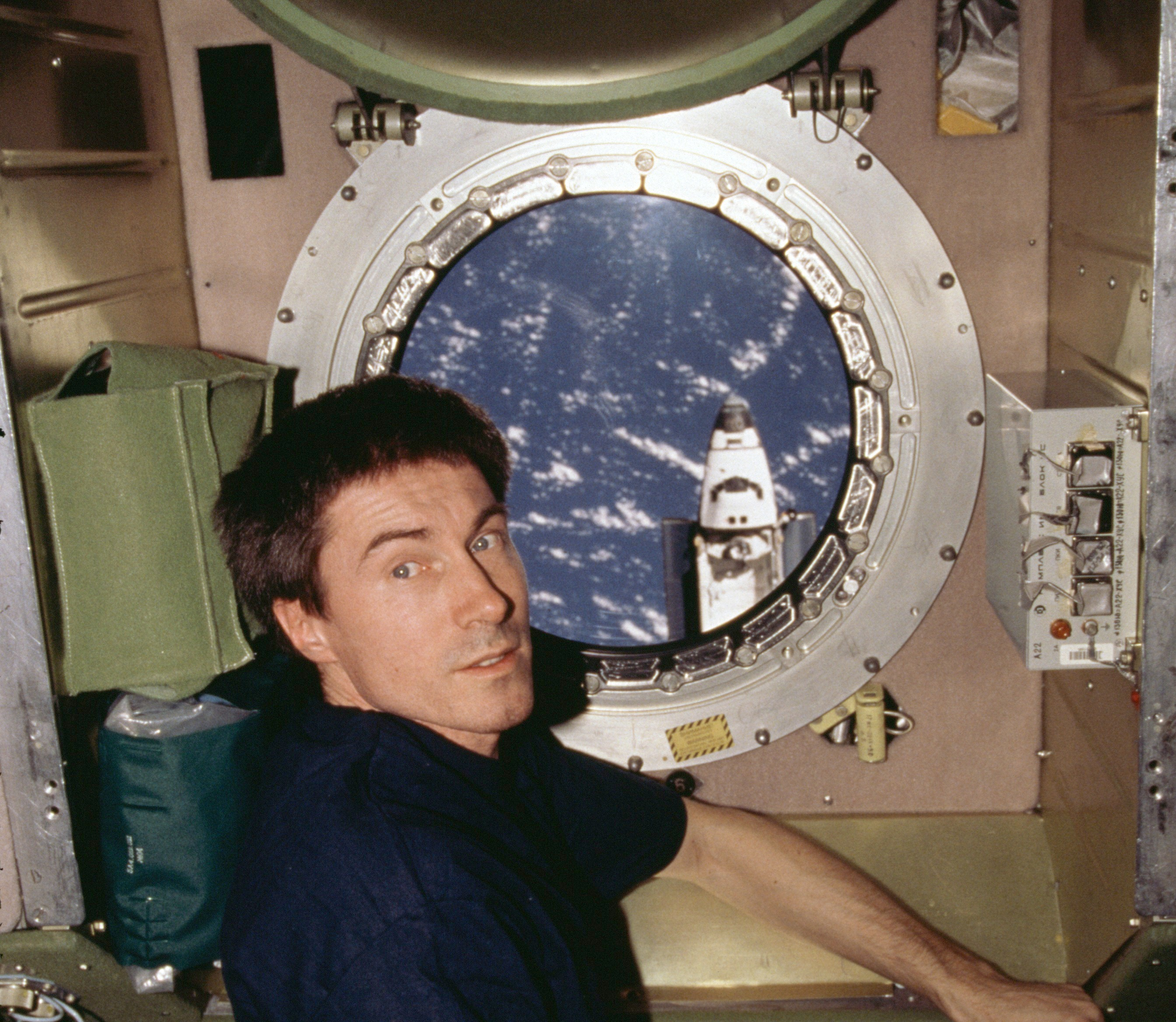
شاتل آمریکایی در پشت پنجره دیده می‌شود
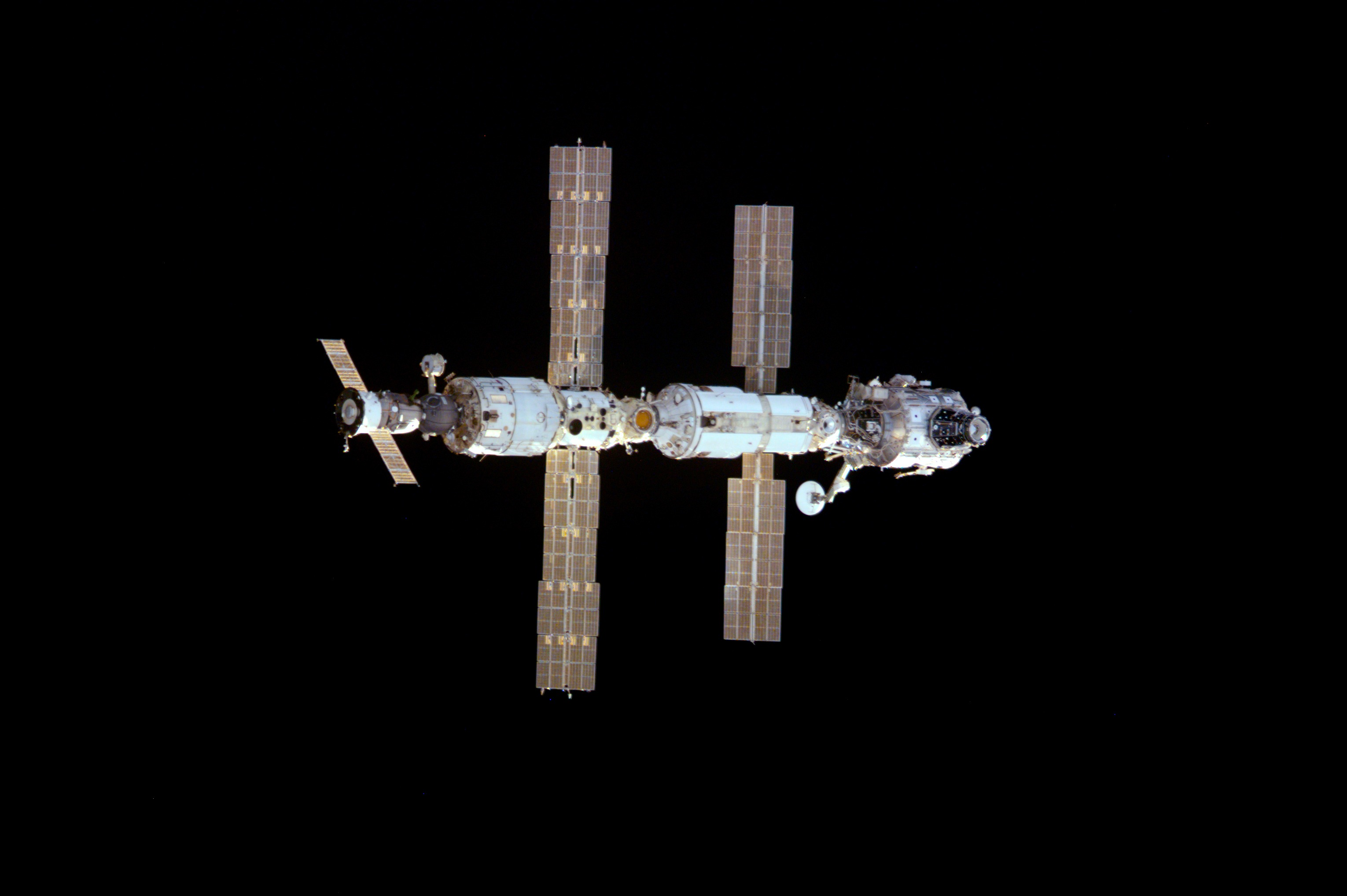
سایوز تی‌ام-۳۱ متصل به ایستگاه از دید فضانوردان اس‌تی‌اس-۹۷
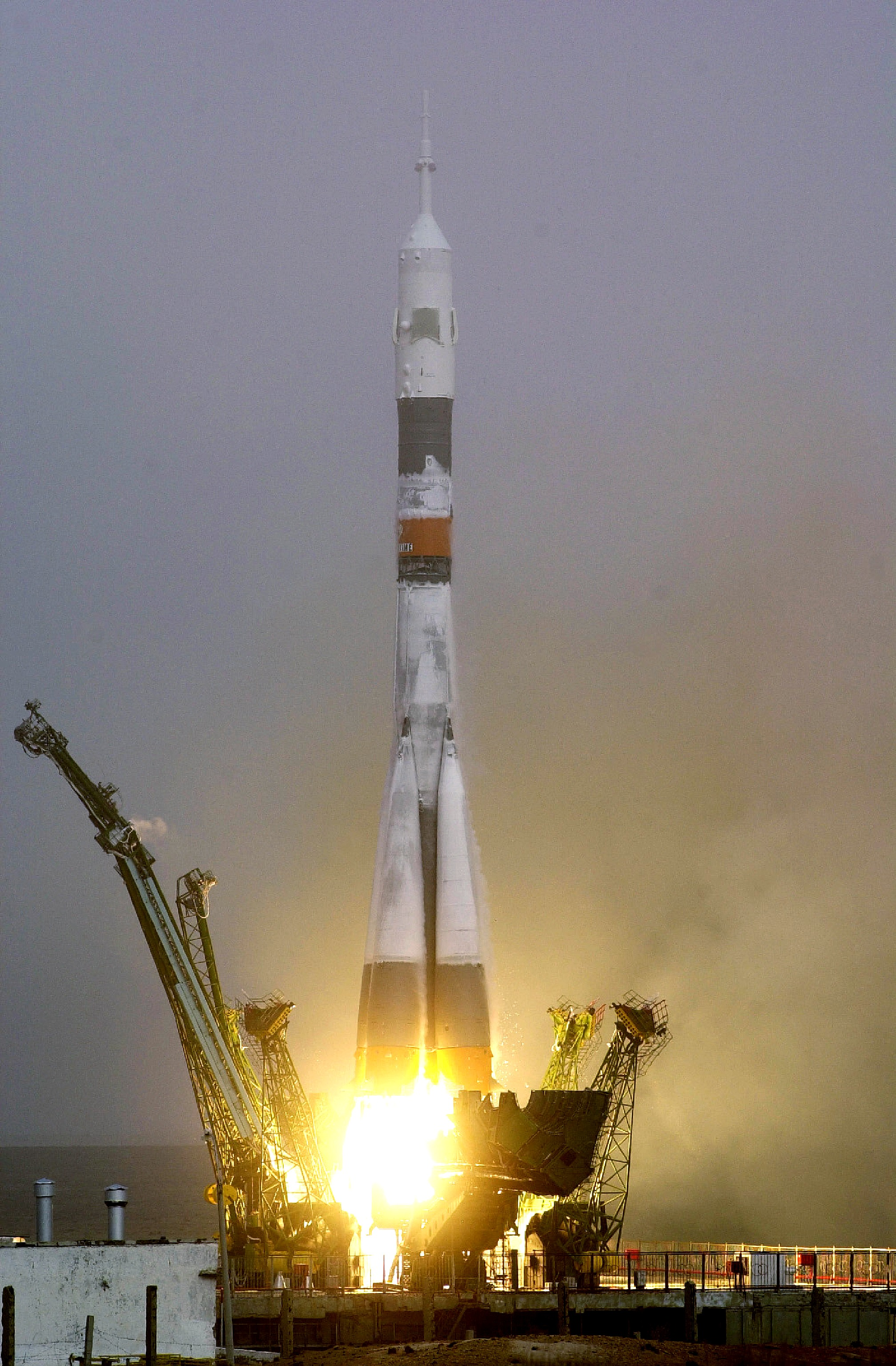
پرتاب سایوز تی‌ام-۳۱